# Karianne Krabbendam
Karianne Krabbendam (Den Haag, 1951) is een Nederlandse beeldhouwer.

## Leven en werk
Krabbendam studeerde vrije beeldhouwkunst aan de Koninklijke Academie van Beeldende Kunsten in Den Haag. Vervolgens trok ze naar Amsterdam, waar ze in 1979 afstudeerde aan de Rijksakademie van beeldende kunsten. Krabbendam werkt in steen (marmer) en brons. In haar vrije werk is de vrouwenfiguur, in geabstraheerde vorm, haar hoofdthema. Ze woont en werkt in Friesland, waar een groot deel van haar werk te vinden is.

## Werken (selectie)
- 1983 Moeder met kind, Bergum
- 1985 Brêgebidler, Oudkerk
- 1986 De leugenbank, Grouw
- 1987 In de zon, Grouw
- 1988 Drie zeilers, Grouw
- 1988 Betje Cohen, Hollanderwijk (Leeuwarden)
- 1988 De Appèlmaster, Nij Beets
- 1991 De baanveger, Grouw
- 1991 De kuiper, Grouw
- 1992 Dialoog, Roden
- 1992 Karpu, Heerenveen
- 1996 Westenwind, Makkum
- 1997 Verwachting, Leeuwarden
- 1998 Pilaarvrouw, Leeuwarden
- 2001 Skûtsje It Doarp Grou, Grouw
- 2007 een liggende en een staande vrouw, Leeuwarden
- 2014 Grondslag, Leeuwarden

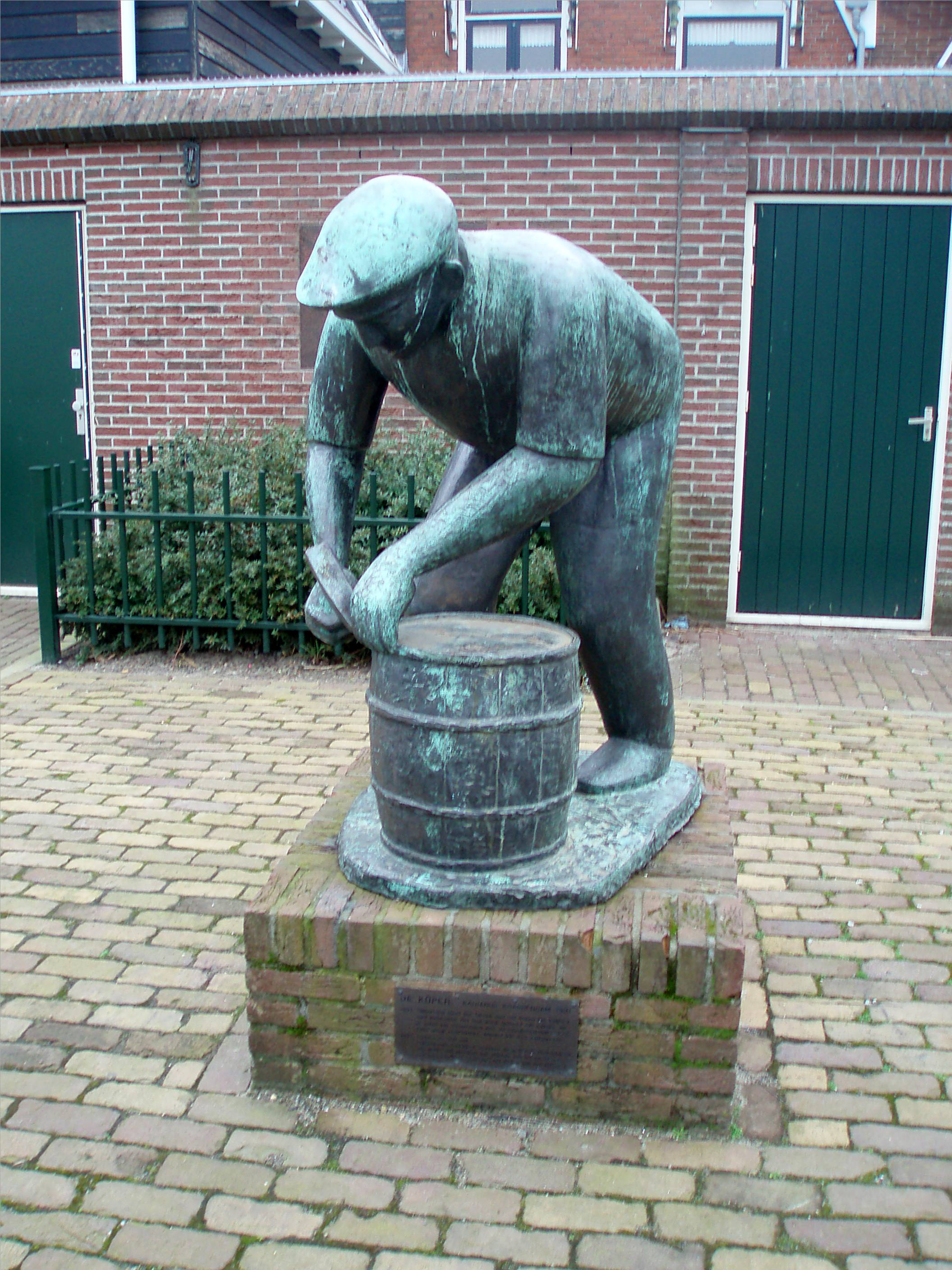
De kuiper
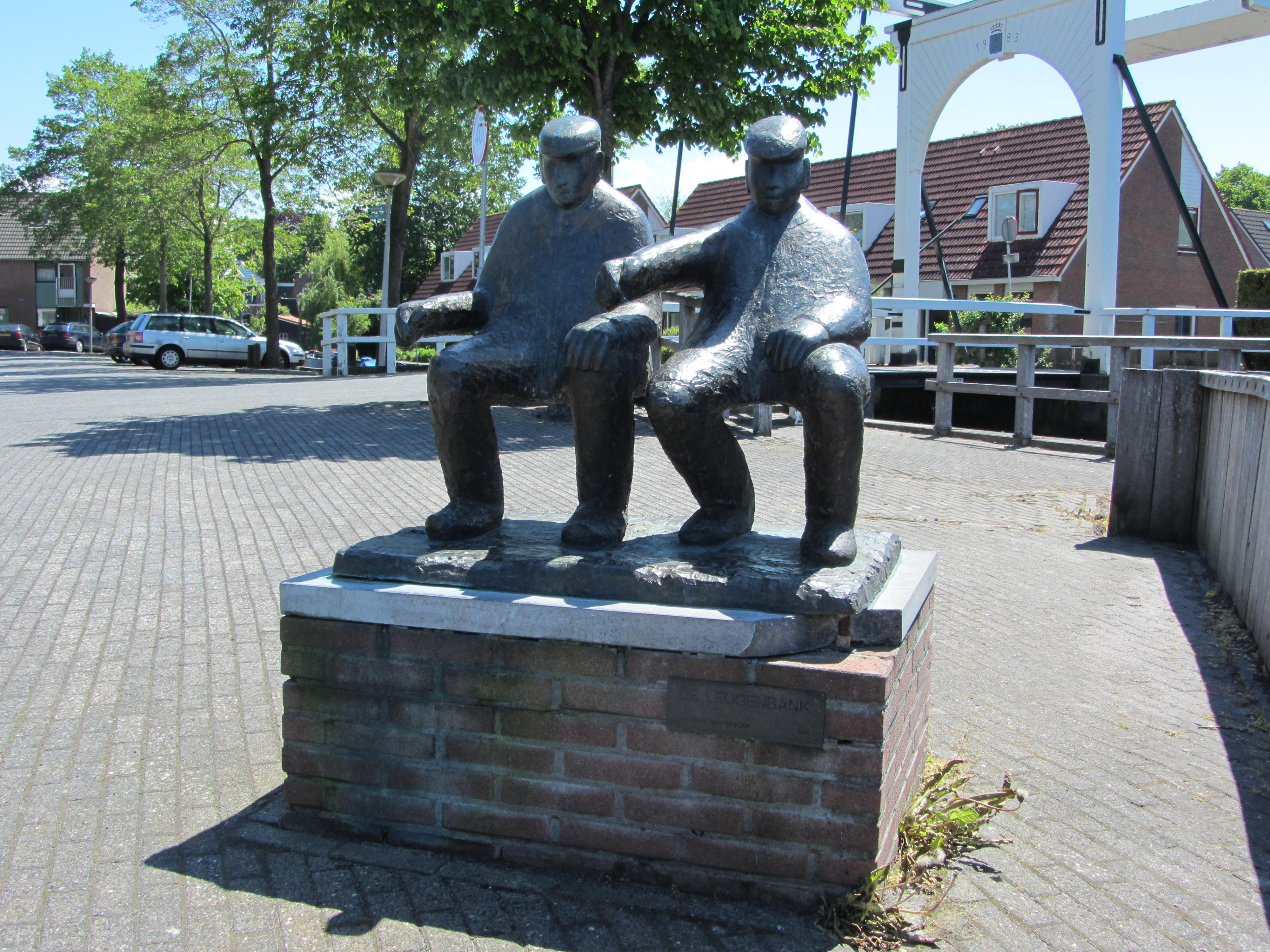
De leugenbank
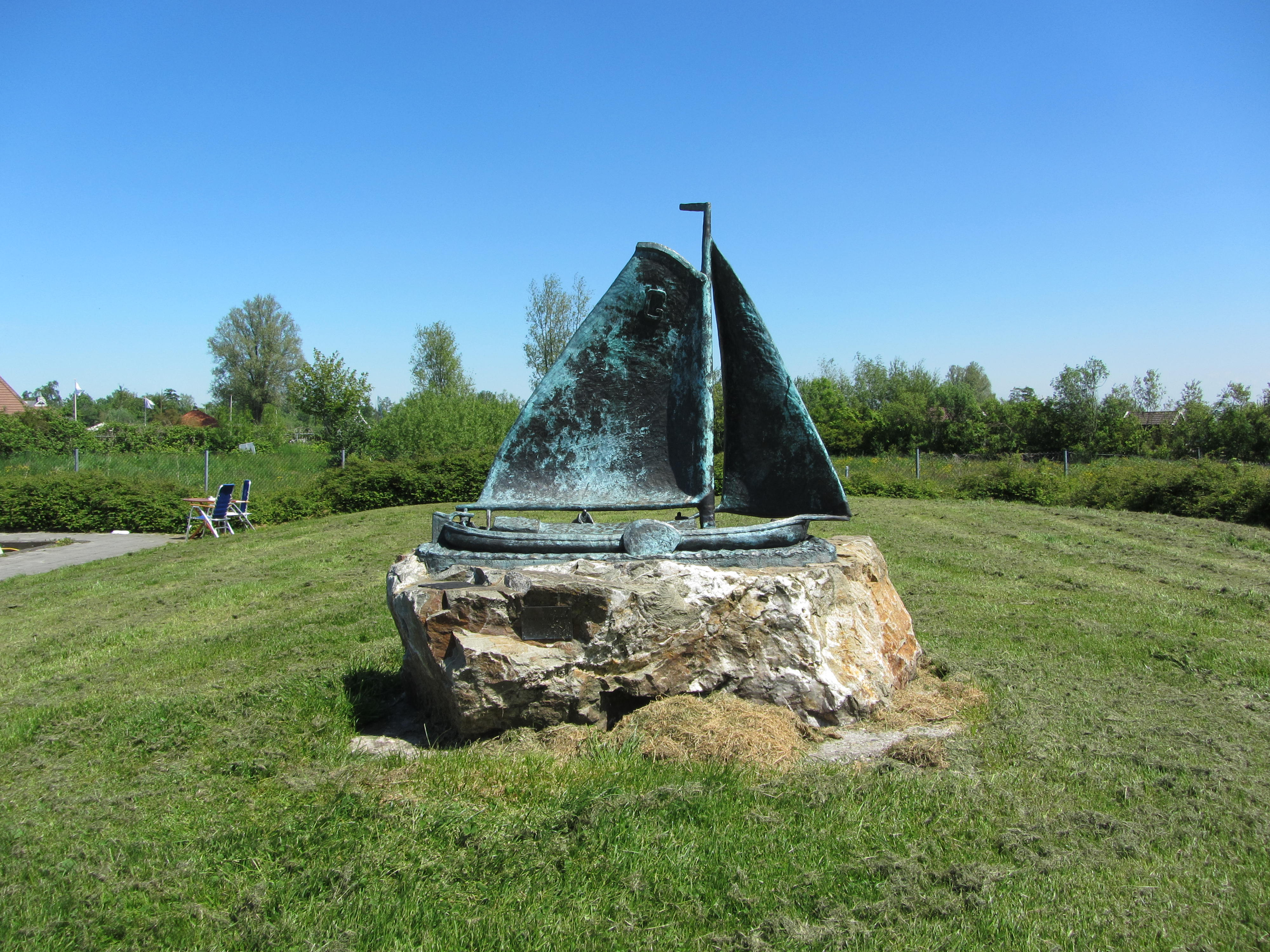
Skûtsje It Doarp Grou
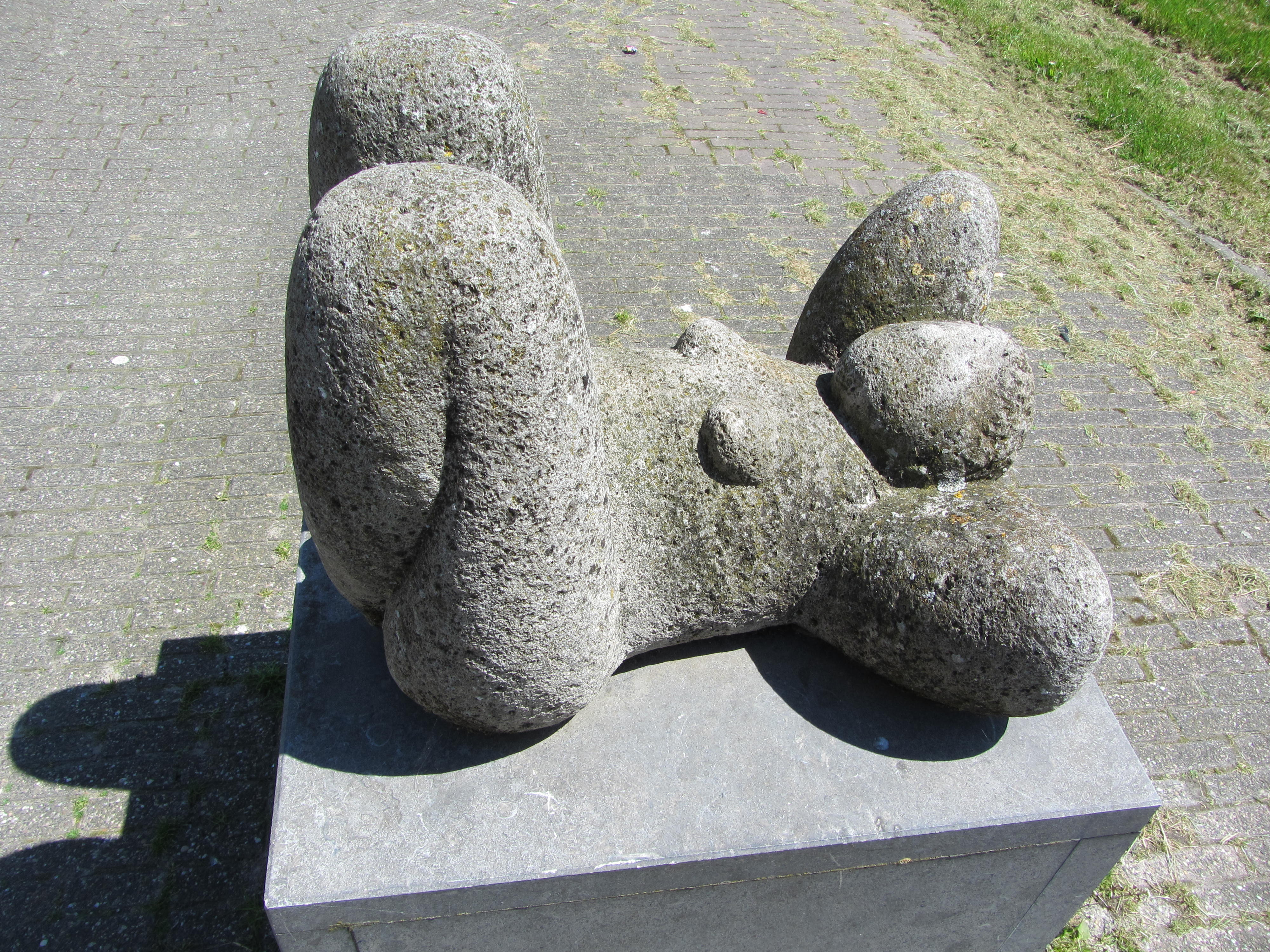
In de zon
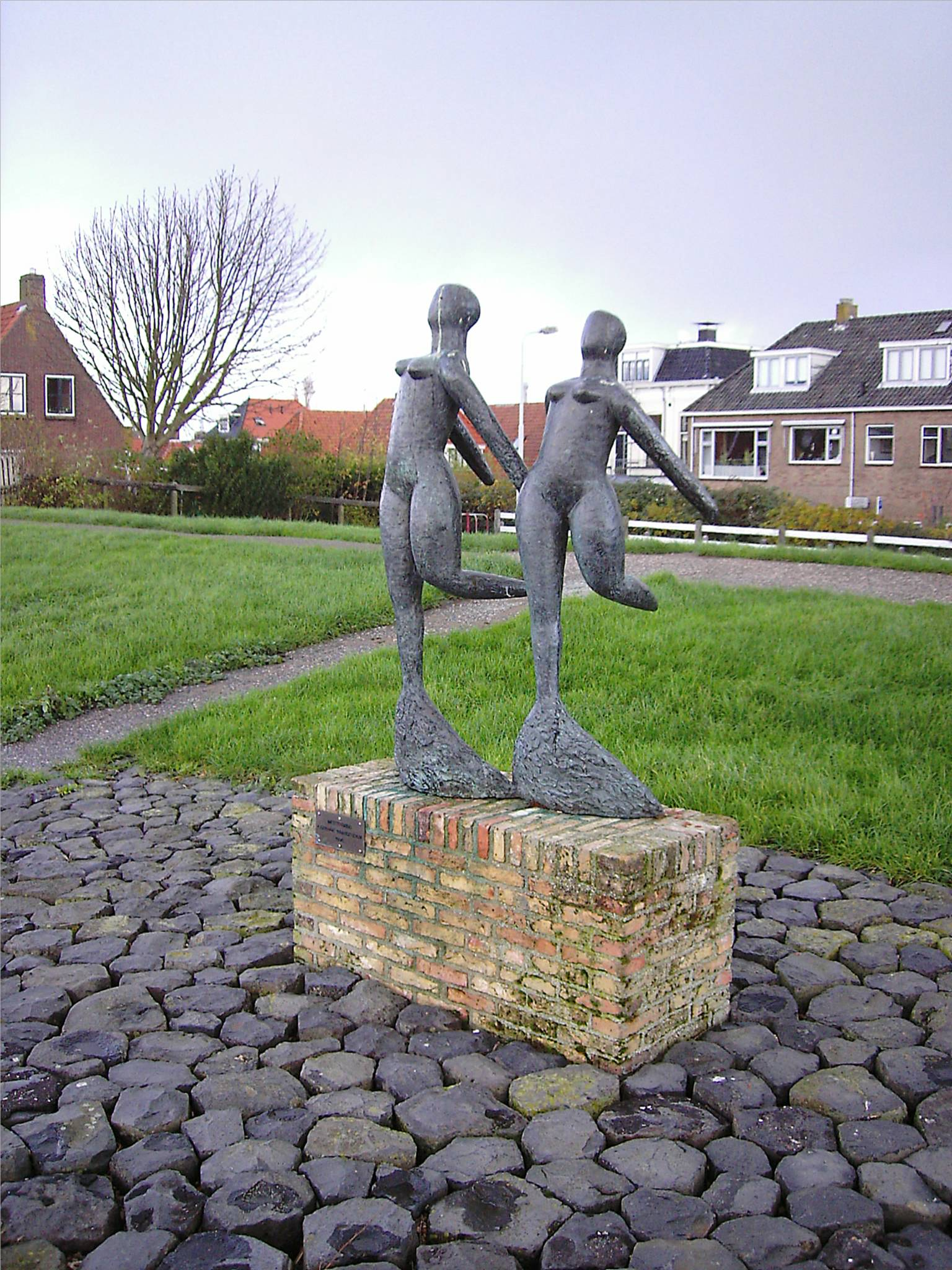
Westenwind
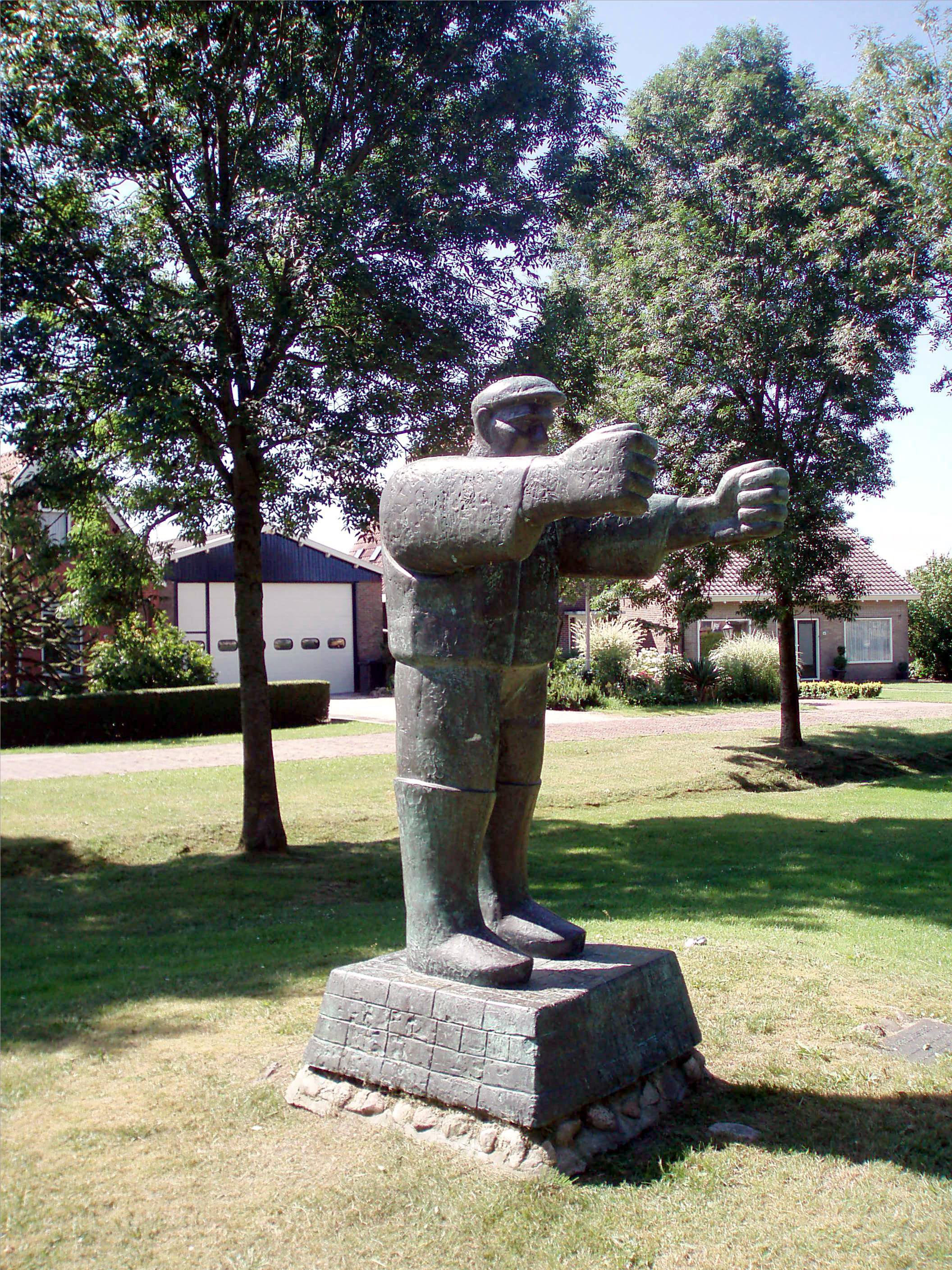
De Appèlmaster
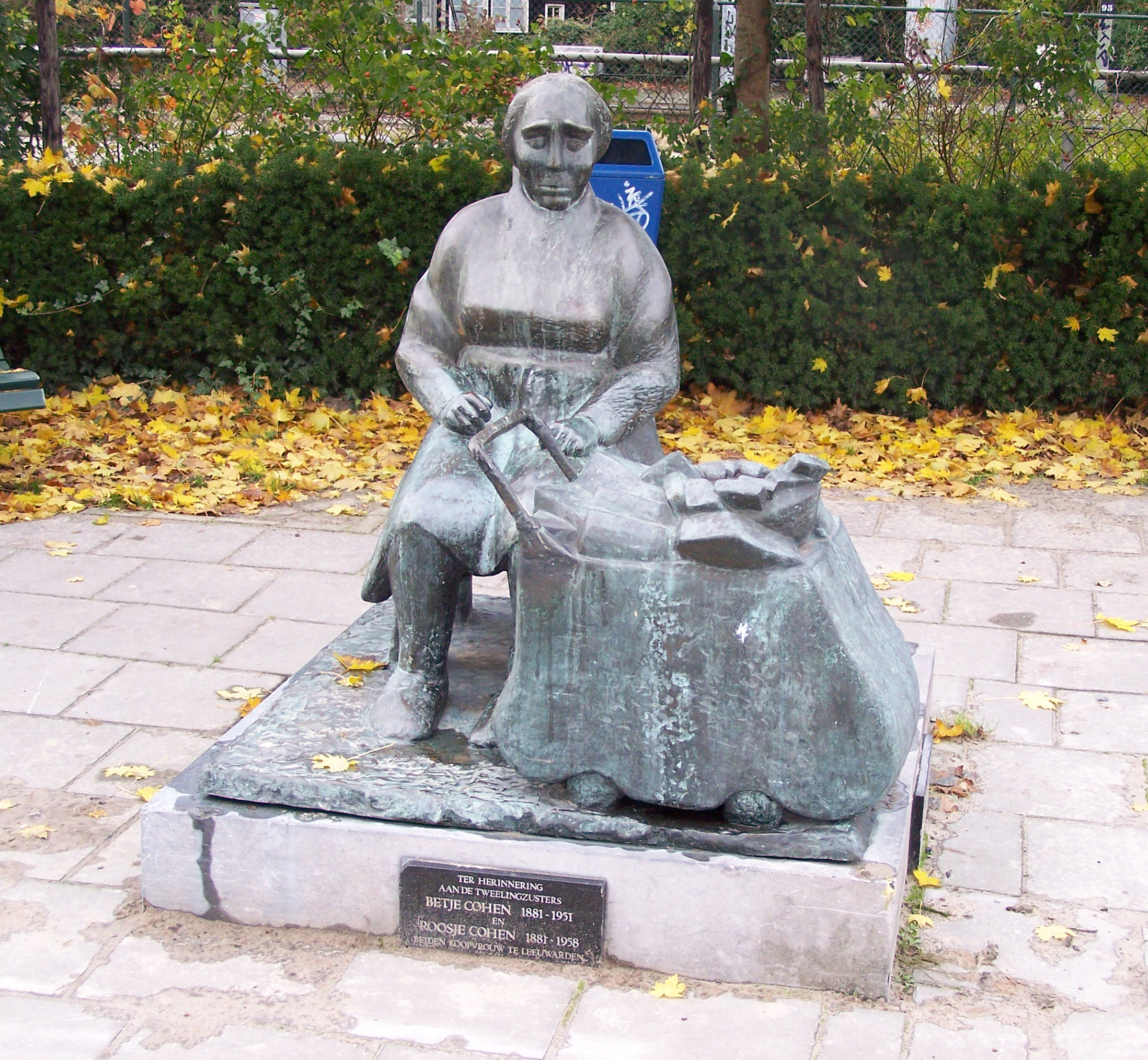
Betje Cohen